# Disturbios raciales de Columbia de 1946
En la noche del 26 al 27 de febrero de 1946, se produjo un disturbio conocido como el Disturbio Racial de Columbia en la sede del condado de Maury, Tennessee.: 8  La prensa estadounidense, que cubrió el suceso ampliamente, lo calificó como el primer "gran enfrentamiento racial" después de la Segunda Guerra Mundial.: 8 Marcó un nuevo espíritu de resistencia por parte de los veteranos afroestadounidenses y otros después de su participación en la Segunda Guerra Mundial, que creían que les había ganado sus derechos civiles, a pesar de las leyes segregacionistas de Jim Crow.: 7–20 
Las relaciones raciales en el condado eran tensas y en los últimos tiempos se habían cometido varios linchamientos. (Véase Linchamiento de Henry Choate y Linchamiento de Cordie Cheek).
James Stephenson, un veterano afroestadounidense de la Marina, estaba con su madre en una tienda, y allí ella se enteró de que una radio que había dejado para reparar había sido vendida. Cuando se quejó, el aprendiz de reparación blanco, Billy Fleming, la golpeó. Stephenson había sido peso wélter en el equipo de boxeo de la Marina y, en represalia, golpeó a Fleming, quien se estrelló contra una ventana. Tanto Stephenson como su madre fueron arrestados, acusados de alteración del orden público, se declararon culpables y pagaron multas de 50 dólares. No obstante, el padre de Fleming convenció al sheriff para que los acusara de intento de asesinato: 11  Cuando los blancos de la zona oyeron la noticia de que Fleming había acabado en un hospital para recibir tratamiento, se formó una turba con el objetivo de linchar a los Stephenson fueran linchados.: 11 
Julius Blair, de 76 años, el dueño afroestadounidense de una tienda, dispuso la liberación de los Stephenson y los puso bajo su custodia. Los sacó de la ciudad para protegerlos. Al observar que la turba no se dispersaba, unos 100 hombres afroamericanos comenzaron a patrullar su vecindario, al sur de la plaza del juzgado, decididos a resistir. Cuatro policías resultaron heridos por disparos al entrar en "Mink Slide", nombre dado al distrito comercial negro, al que también se le llamaba "The Bottom" ("El Fondo"). Despues del ataque a la policía, el gobierno municipal solicitó el envío de policías estatales, quienes pronto superaron en número a los patrulleros negros. Los policías estatales comenzaron a saquear negocios de negros, robando bienes y dinero, y acorralando a residentes negros. Cortaron el servicio telefónico a Mink Slide, pero el dueño de una funeraria consiguió llamar a Nashville y solicitar ayuda a la NAACP. La cárcel del condado pronto se llenó de sospechosos negros. La policía los interrogó durante días sin representación legal. Dos hombres negros murieron y uno fue herido, supuestamente cuando "intentaban escapar" durante un traslado.: 13 Al rededor de 25 hombres negros fueron acusados de disturbios e intento de asesinato.
La NAACP designó a Thurgood Marshall como abogado principal para defender a Stephenson y al resto de acusados. Consiguió un cambio de sede, pero solo a otra pequeña ciudad, en la que los juicios se celebraron durante todo el verano de ese año. Marshall tuvo la ayuda de dos abogados de la zona: Zephaniah Alexander Looby, de las Indias Occidentales Británicas, y Maurice Weaver, un activista blanco de Nashville. Marshall también preparaba litigios en casos de educación y del derecho al voto.
Marshall obtuvo la absolución de 23 de los acusados negros, incluso con un jurado completamente blanco.: 8 Marshall y dos abogados de Tennessee necesitaron una escolta para salir del condado sanos y salvos. En los últimos juicios por asesinato, en noviembre de 1946, Marshall también obtuvo la absolución de Rooster Bill Pillow y una reducción de la sentencia de Papa Kennedy, lo que le permitió salir en libertad bajo fianza.: 14 
Según la historiadora Dorothy Beeler, "el incidente de Columbia y la reacción ante él fueron acontecimientos importantes de finales de la década de 1940, que ayudaron a crear una base desde la cual las organizaciones negras reunieron fuerza para el impulso de los derechos civiles de las décadas de 1950 y 1960".